# Park Kultury w Powsinie

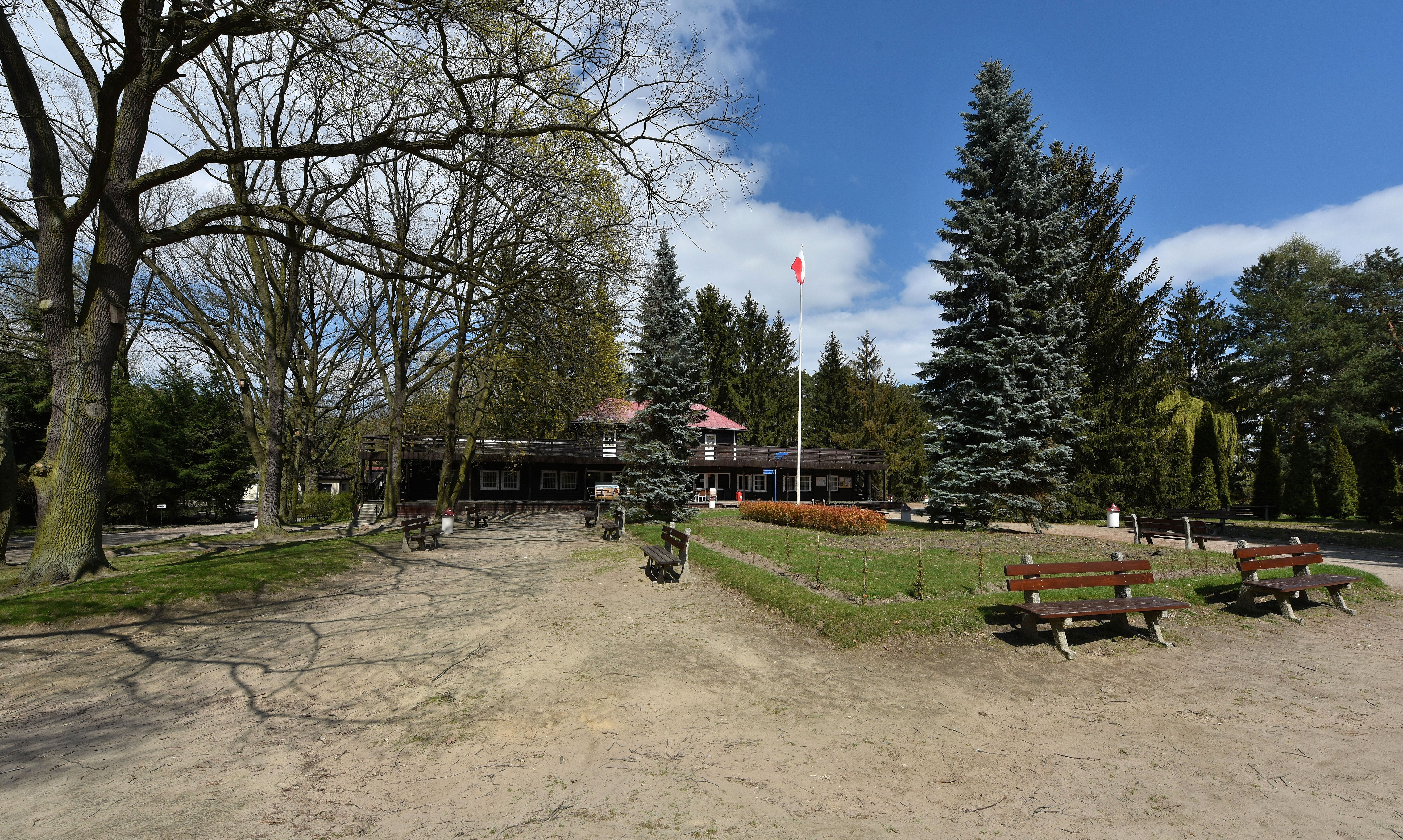
Park Kultury w Powsinie, widoczny drewniany budynek, w którym mieszczą się biura Parku

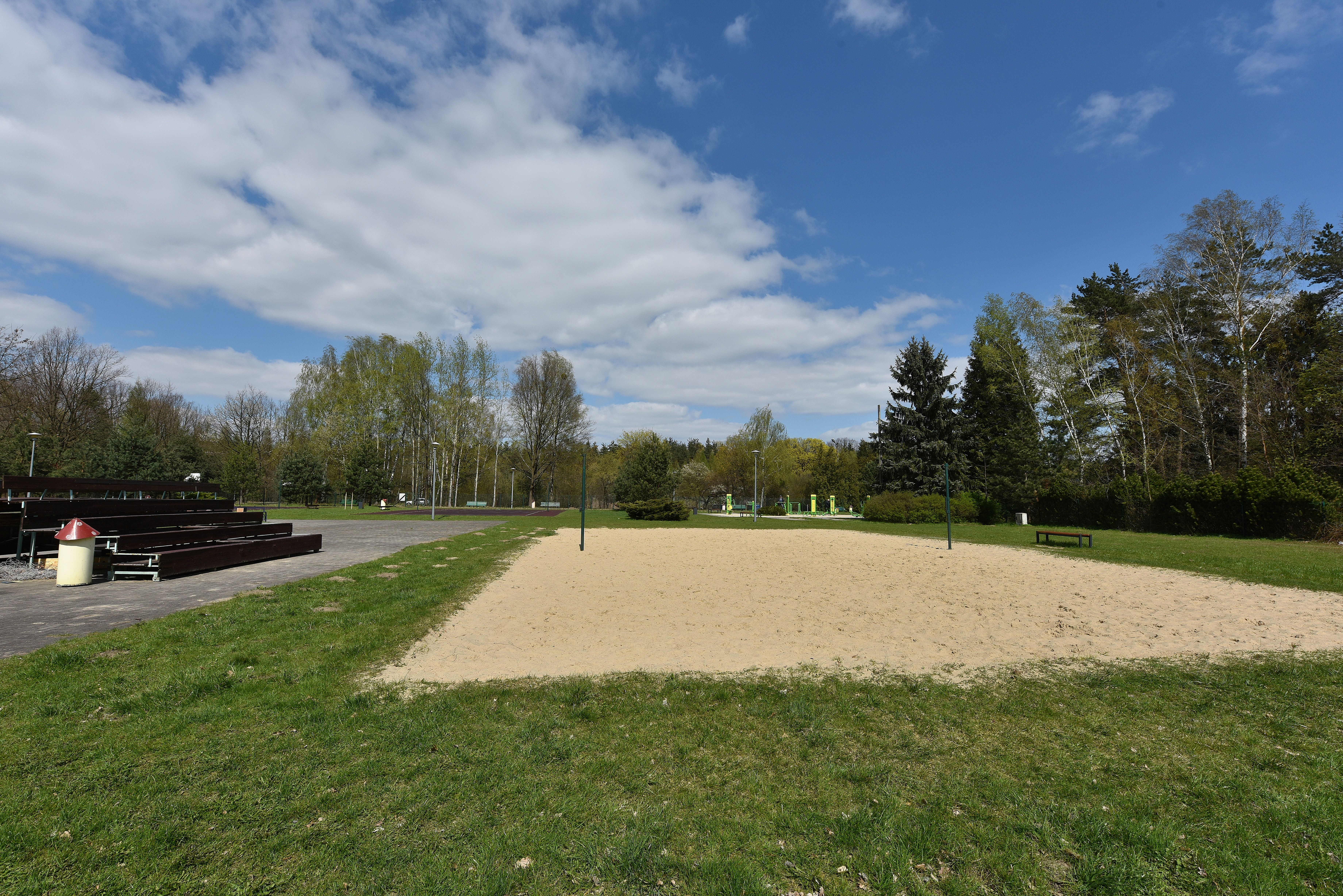
Boisko do siatkówki

Park Kultury w Powsinie – teren rekreacyjno-sportowy w Warszawie, położony w dzielnicy Ursynów, w sąsiedztwie Lasu Kabackiego i Ogrodu Botanicznego PAN.

## Opis
Park powstał na 50 ha terenach Polskiego Country Club Sp. z o.o. (klub golfowy), zakupionych w 1938 od Adama Branickiego. Pozostałością z tego okresu jest drewniany budynek, w którym mieści się m.in. administracja parku. 
W trakcie II wojny światowej, tereny golfowe zostały zamienione na pola uprawne. Po wojnie akcjonariusze Polskiego Country Clubu przekazali cały 50-hektarowy teren wraz z nieruchomościami Zarządowi Miasta Stołecznego Warszawy, pod warunkiem zorganizowania na tym terenie ośrodka sportowo-rekreacyjnego. Uchwałą nr 2010 Prezydium Zarządu Miejskiego zatwierdziło powstanie Ośrodka Wczasów Świątecznych w Powsinie. W 2002 roku zarządzający parkiem zakład budżetowy m.st. Warszawy pod nazwą Park Kultury w Powsinie został przekształcony w jednostkę budżetową.
Na terenie parku znajdują się boiska do koszykówki, siatkówki, stoliki do gry w szachy, odkryty basen (zmodernizowany w 2019), wypożyczalnie sprzętu sportowego oraz ujęcia wody głębinowej, a także muszla koncertowa, w której odbywają się imprezy kulturalne. Przez cały rok można wynająć znajdujące się na wydzielonym obszarze parku domki kempingowe wyposażone w pełny węzeł sanitarny.
Na terenie parku znajduje się pomnik przyrody – dąb szypułkowy „Hetman” o wysokości 24 metrów.
Łączna powierzchnia parku Kultury wynosi ok. 35 ha.